# Hotel Monopol we Wrocławiu
Hotel Monopol we Wrocławiu przy ul. Heleny Modrzejewskiej – zabytkowy hotel we Wrocławiu otwarty w 1892 roku.

## Historia
Hotel wybudowano w 1892 w stylu Jugend stil na miejscu przykościelnego (kościoła św. Stanisława, św. Doroty i św. Wacława) cmentarza i klasztoru (w 1817 przekształconego na areszt, później przeniesiony w 1852 w sąsiedztwo sądu przy ul. Podwale). Plac po areszcie pod koniec XIX wieku kupili za 600 tys. marek wrocławscy Żydzi – bankier Wallenberg Pachaly i architekt Karl Grosser; postawili tu dom handlowy i hotel, w którym znajdowało się 69 pokoi, w tym 21 pokoi jednoosobowych, 46 dwuosobowych oraz 2 apartamenty. Najmniejsze pokoje miały około 10 m² powierzchni, apartamenty – do 36 m² i według standardów końca XIX wieku zaliczały się do luksusowych.
Dom handlowy usytuowany był na rogu ul. Świdnickiej i Modrzejewskiej (wejście główne do hotelu usytuowane jest przy Modrzejewskiej, dawniej Agnes Sorma Straße). Pod koniec II wojny światowej dom handlowy uległ znacznym uszkodzeniom tak, że odbudowano go dopiero w 1961 i przeznaczono na ekskluzywną kawiarnię; w kawiarni „Monopol” bywała klientela wywodząca się z warstw zamożniejszych i ze świata artystycznego (w bezpośrednim sąsiedztwie hotelu i kawiarni znajduje się m.in. Opera Wrocławska i Scena Kameralna Teatru Polskiego we Wrocławiu). Pod koniec XX wieku kawiarnię zamknięto i przywrócono tam funkcje handlowe.
Portyk z balkonem nad wejściem głównym do hotelu został dobudowany dopiero w 1937, specjalnie po to, by mógł z niego przemawiać Adolf Hitler (w 1958 na tym samym balkonie śpiewał także dla zgromadzonej przed hotelem publiczności Jan Kiepura). Część hotelowa kompleksu przetrwała wojnę bez znaczniejszych uszkodzeń.
Hotel, który po wojnie stał się własnością firmy „Orbis”, a także hotelowa restauracja często gościła osoby ze świata naukowego Wrocławia, a także artystów filmowców. 
W hotelowych wnętrzach kręcono także kilka spośród znanych polskich filmów, m.in. „Popiół i diament” Andrzeja Wajdy z 1958 (w hotelu toczy się większość akcji filmu, wraz ze słynnymi scenami z podpalaniem kieliszków ze spirytusem i polonezem o poranku, które to miały miejsce w hotelowej restauracji), „Lalka” Hasa z 1968, „Konsul” Mirosława Borka z Fronczewskim w roli głównej z 1989, a także sceny z serialu „Stawka większa niż życie”.
Hotel został w 1984 wpisany do rejestru zabytków. W 2007 hotel został sprzedany, a nowy właściciel – Holding Liwa, przeprowadził generalny remont według projektu krakowskiego architekta Marcina Stępniewskiego-Janowskiego. Ponownie otwarty 18 kwietnia 2009; znajduje się w nim 121 pokoi, 4 sale konferencyjne i 2 restauracje, ma standard pięciu gwiazdek. 
Hotel zyskał uznanie UEFA i został oficjalnie rekomendowany jako baza pobytowa dla drużyn biorących udział w Euro 2012; zamieszkała w nim reprezentacja Czech.

## Galeria

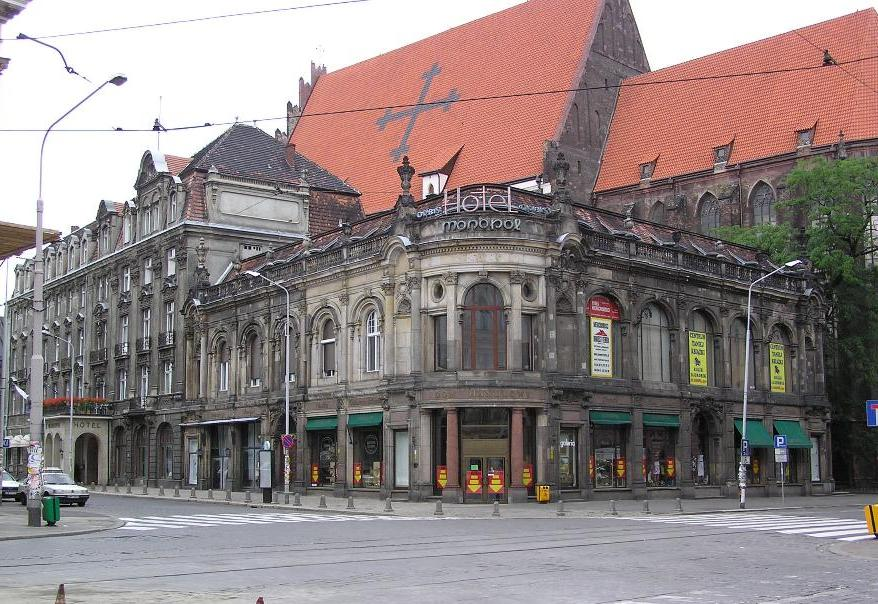
Stan przed remontem.
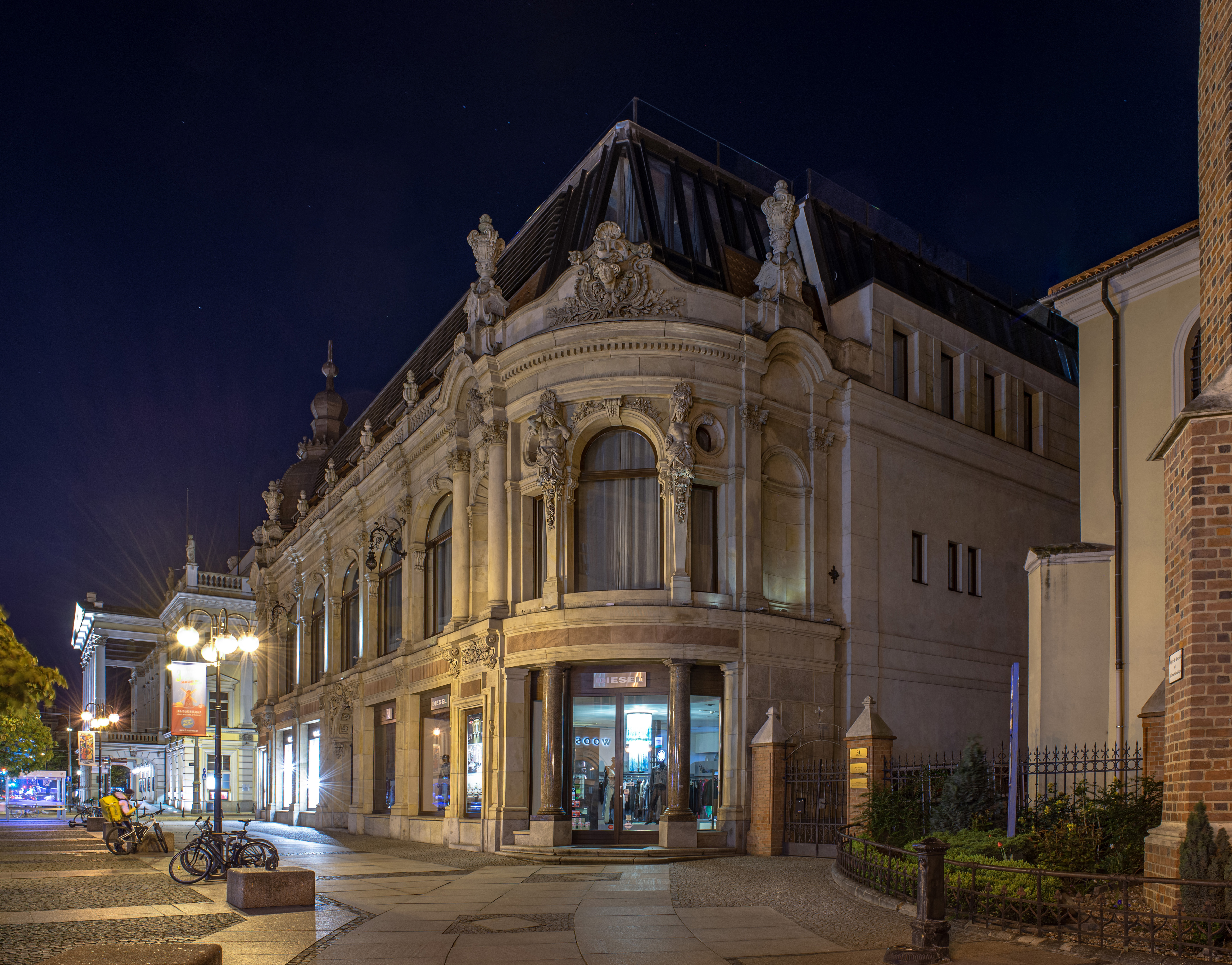
Fasada od strony ulicy Świdnickiej
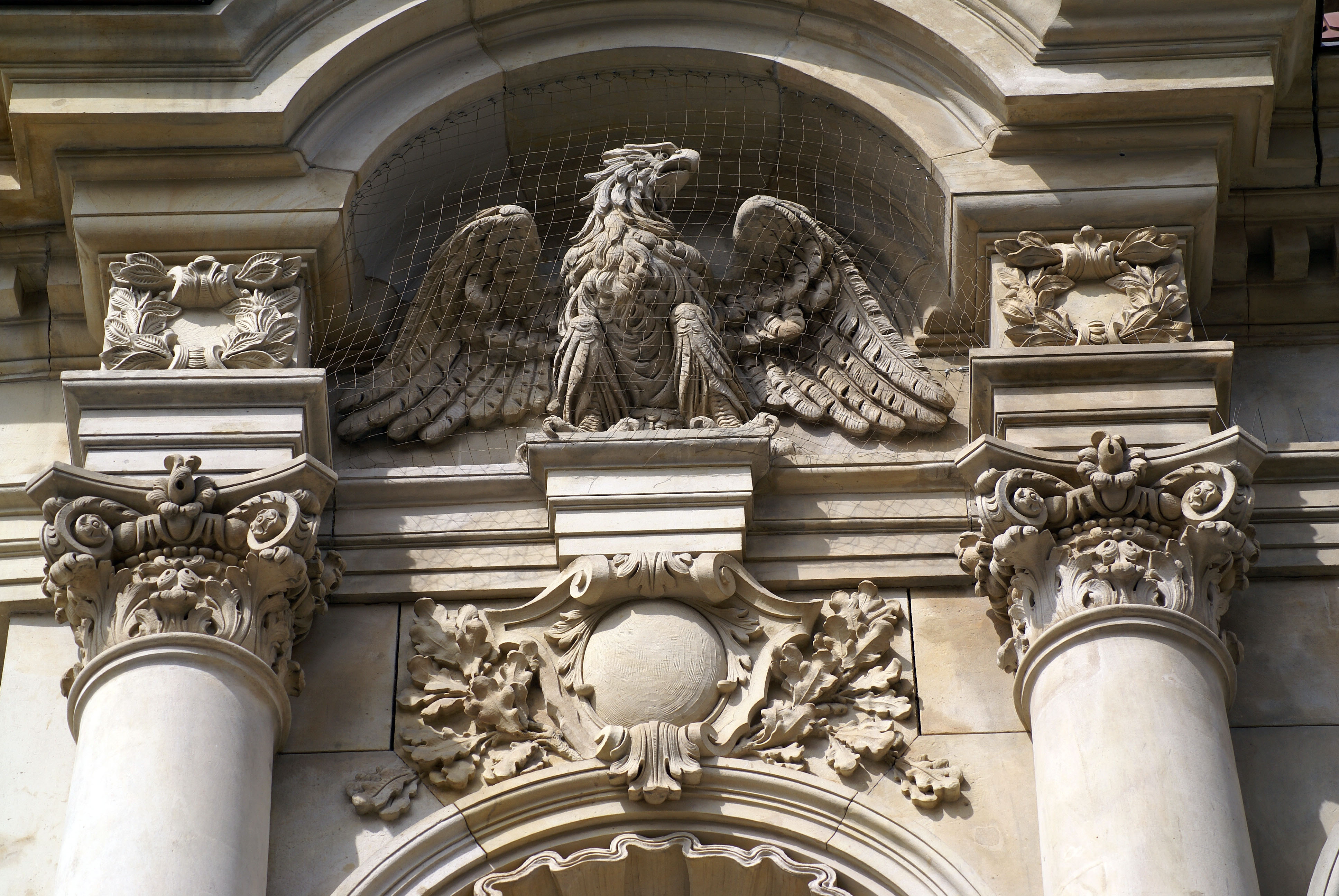
Detale fasady
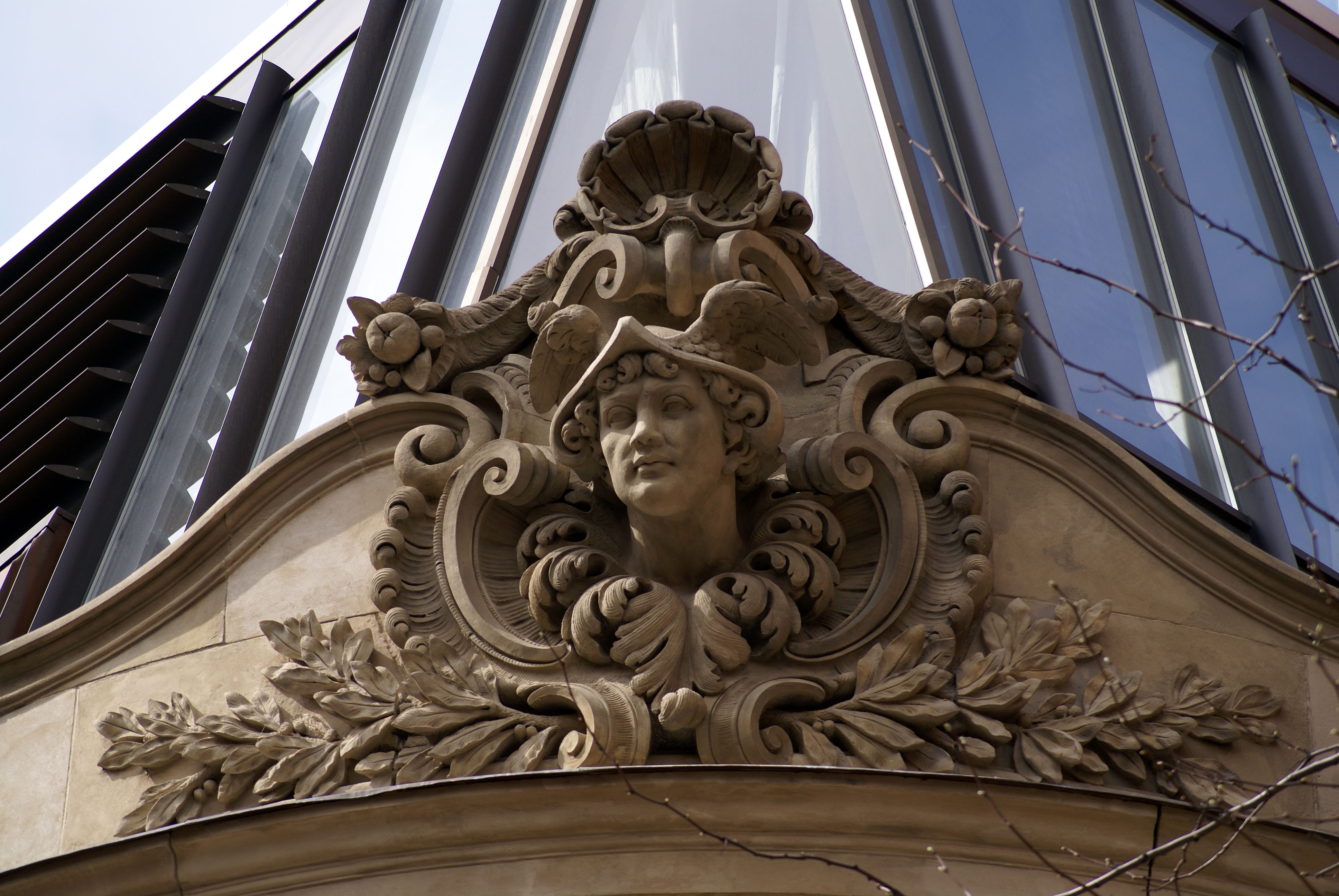
Zwieńczenie narożnika
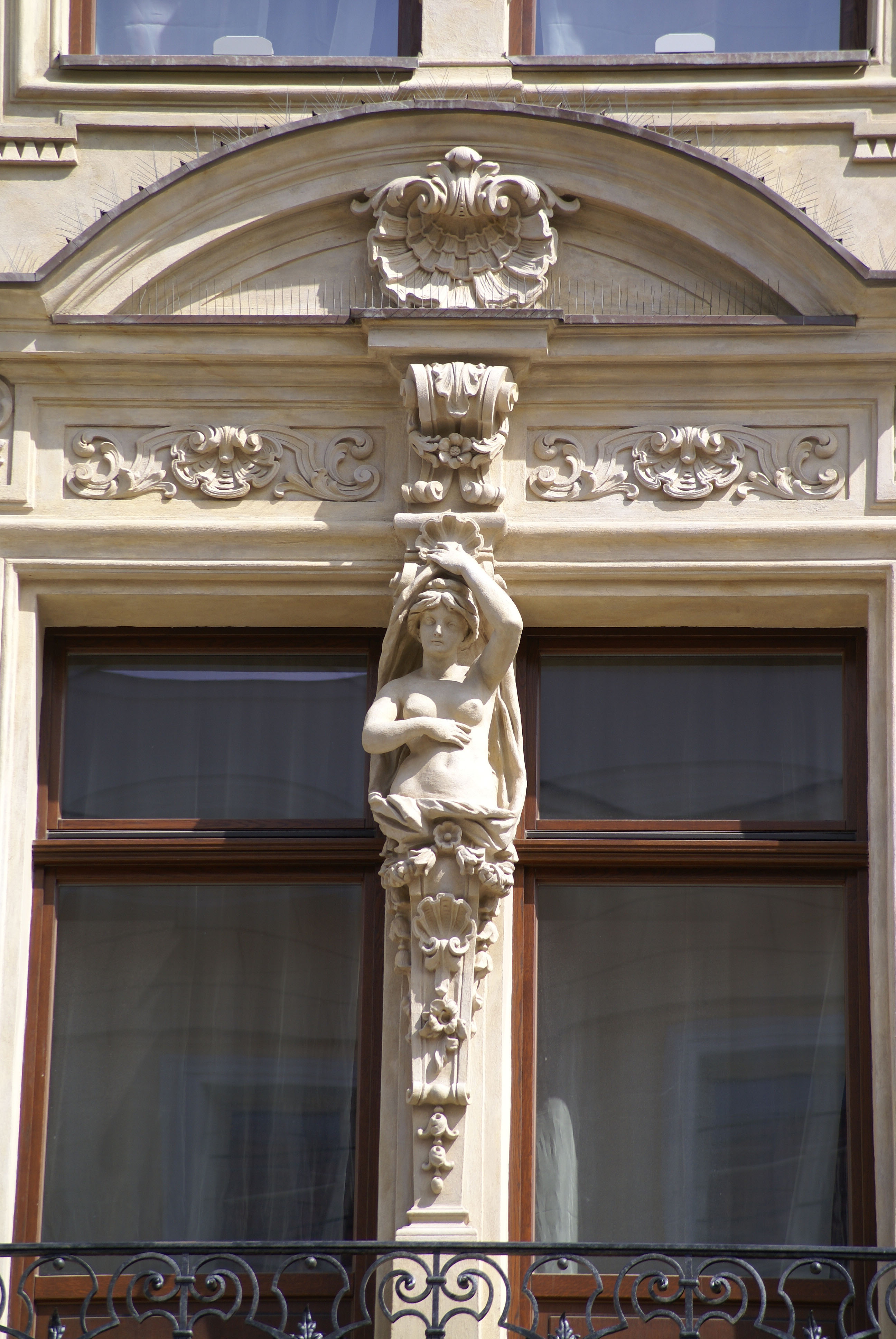
Kariatyda w oknie budynku
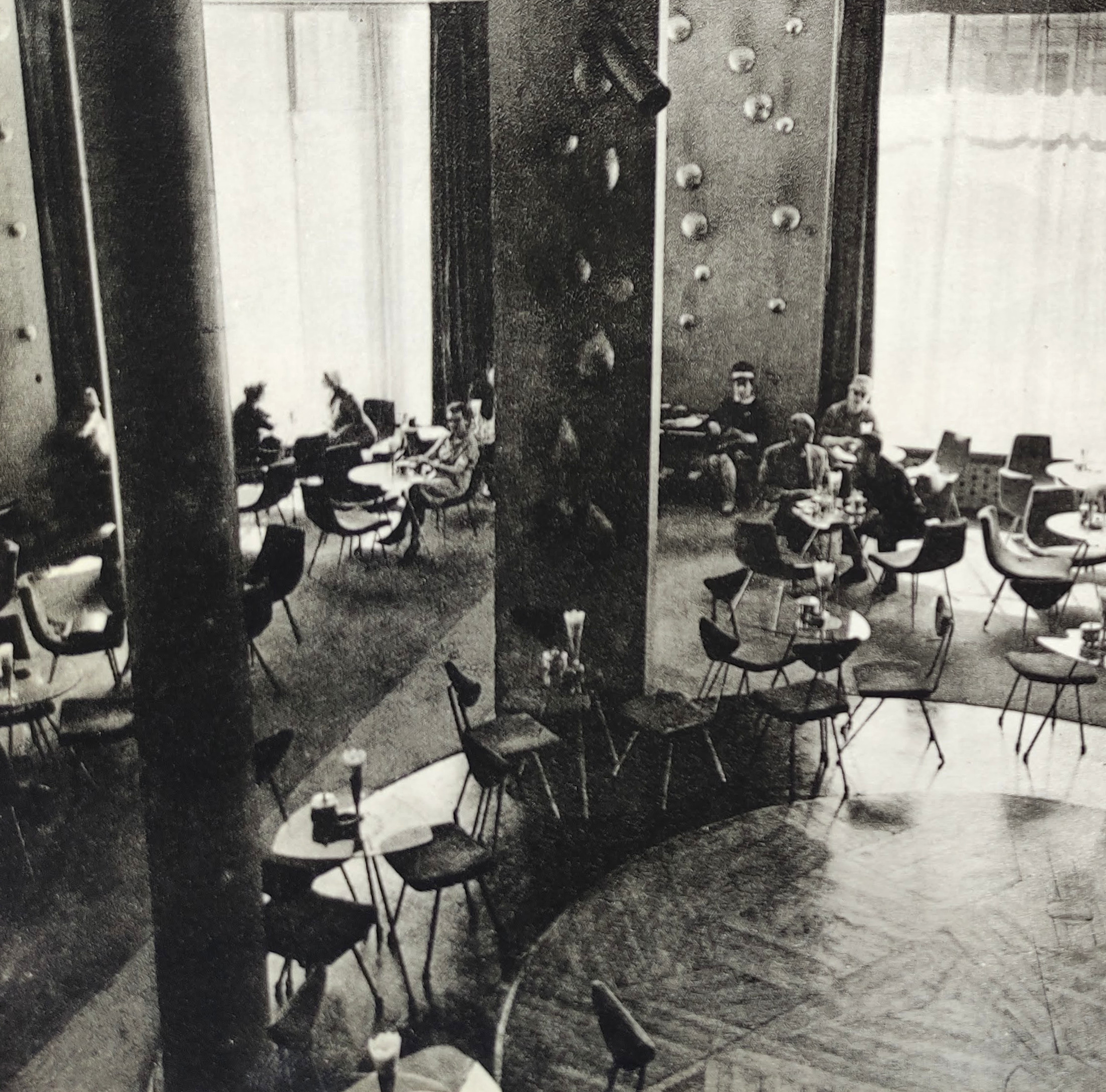
Wnętrze hotelu, lata 60.
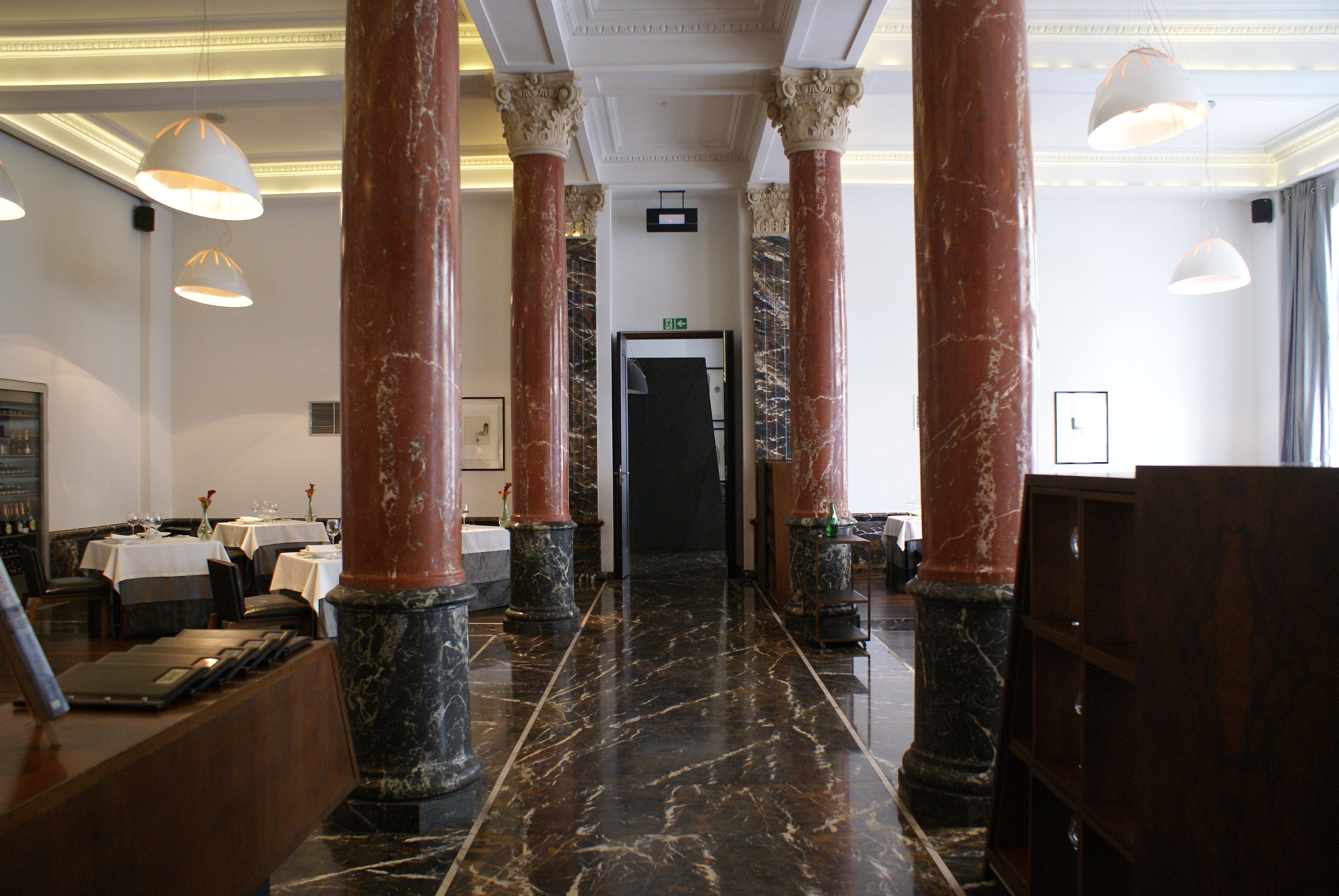
Wnętrze restauracji hotelowej